# Anaschisma
Anaschisma — рід викопних земноводних вимерлого ряду темноспондилів (Temnospondyli). Існував в Північній Америці у пізньому тріасу (227—208 млн років тому).

## Історія досліджень
Два черепи великих земноводних були знайдені у 1905 році у відкладеннях формації Попо Агі у штаті Вайомінг. Деякий час рід Anaschisma синонімізували з родом Eupelor, згодом з Metoposaurus. У 1989 році рід Anaschisma відновлено. Деякі екземпляри, що віднесені до Anaschisma з формації Redonda, були виділені у 1993 році до роду Apachesaurus. У 2019 році до роду Anaschisma синонімізовані роди Koskinonodon, Buettneria та Borborophagus, представники яких знайдено у різних частинах США.

## Опис

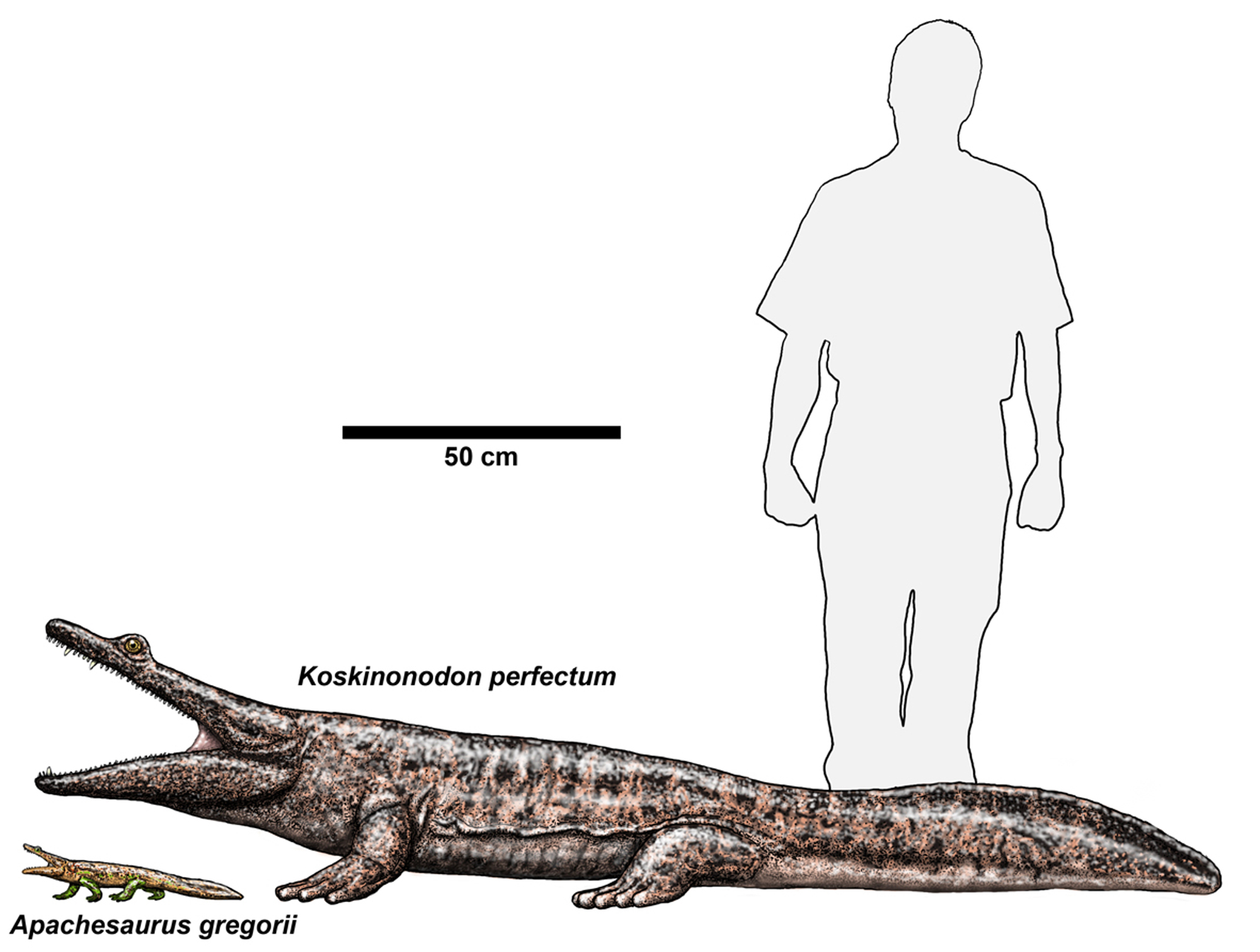
Порівняння розмірів людини, Anaschisma (велика тварина) та Apachesaurus (менша)

Це була крокодилоподібна прісноводна тварина, завдовжки до 3 м, з довжиною черепа 62 см. Anaschisma полював із засідки та ковтав жертву цілком. Очі розташовувалися спереду над верхньою щелепою. Крім того, у черепі є слизові канали, що виступають, які використовуються для транспортування слизу, а також великі зовнішні ніздрі. Крім того, верхня щелепа відносно слабка та тонка і використовується лише для утримання зубів. У їхніх великих щелепах могло бути багато зубів одночасно, можливо, навіть понад 100 з кожного боку верхньої та нижньої щелеп. Зуби постійно змінювалися впродовж життя.